# Romansmolen
De Romansmolen is een watermolen in de Oost-Vlaamse gemeente Maarke-Kerkem (Maarkedal).

## Geschiedenis
Volgens documenten uit 1155 werd de watermolen in de twaalfde eeuw geschonken door Arnaud van Oudenaarde aan de abdij van Ename, samen met twee andere watermolens in de omgeving. Later kwam de molen in bezit van de “heren van Maarke” (minstens tot 1784) en vervolgens van de familie De Potter d'Indoye uit Gent. De molen is genoemd naar het laatste molenaarsgeslacht “Roman” dat de molen uitbaatte. De molen onderging in de loop der tijden heel wat wijzigingen, zo werd rond 1900 het draaiende gedeelte vervangen door gietijzeren overbrengingen zodat ook met een motor kon gemalen worden. Het waterrad werd gedemonteerd en tot circa 1965 werd er met de motor gemalen. De twee steenkoppels en de haverbreker zijn nog steeds aanwezig. Op 17 februari 1994 werden de molen en de gebouwen beschermd als monument en als beschermd dorpsgezicht. De huidige eigenaar restaureerde het hele molencomplex en er zijn plannen om een nieuw waterrad te monteren naar model van het oude metalen bovenslagrad dat in de tuin ligt. De molen is gelegen aan de rechteroever van de Maarkebeek.

## Afbeeldingen

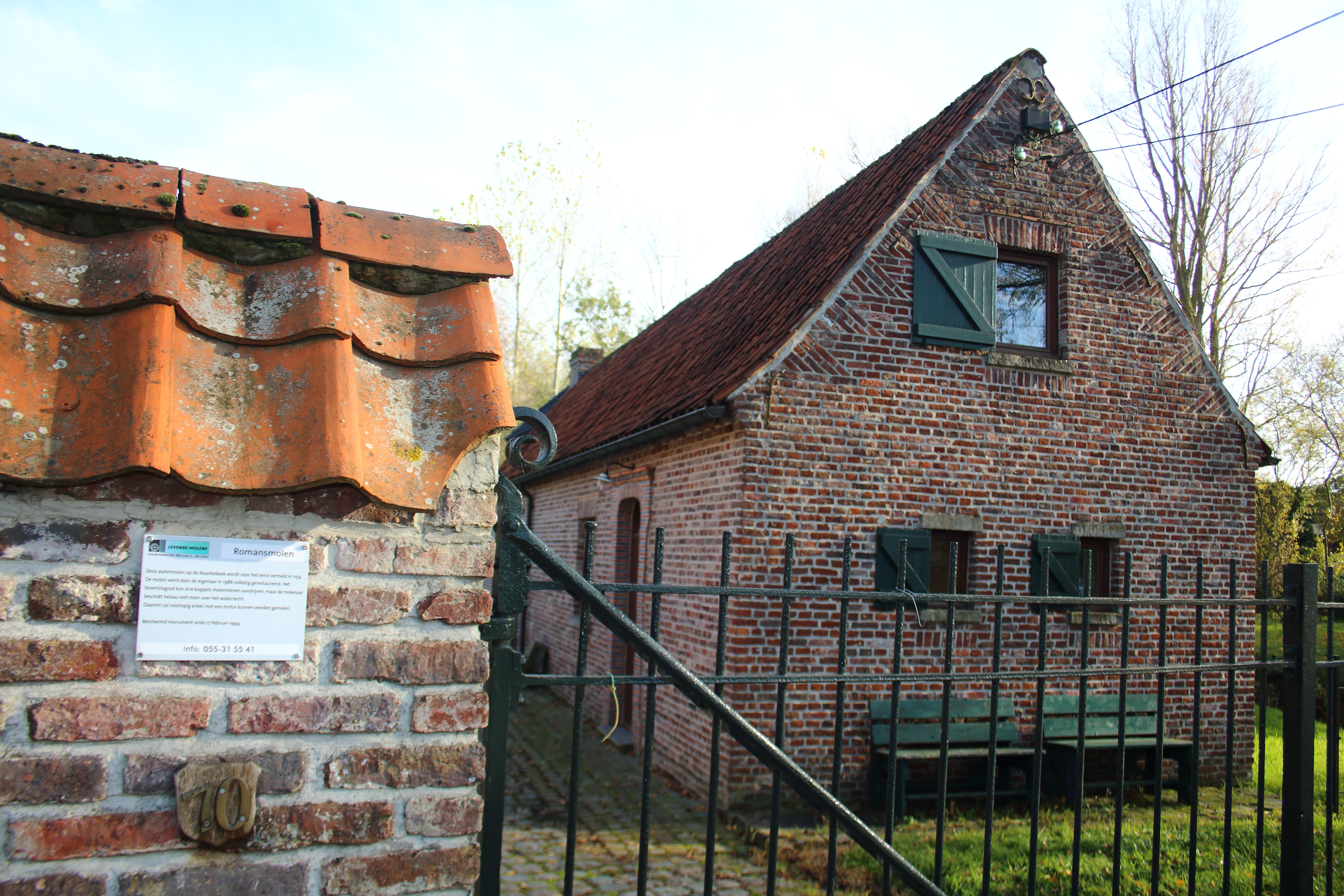
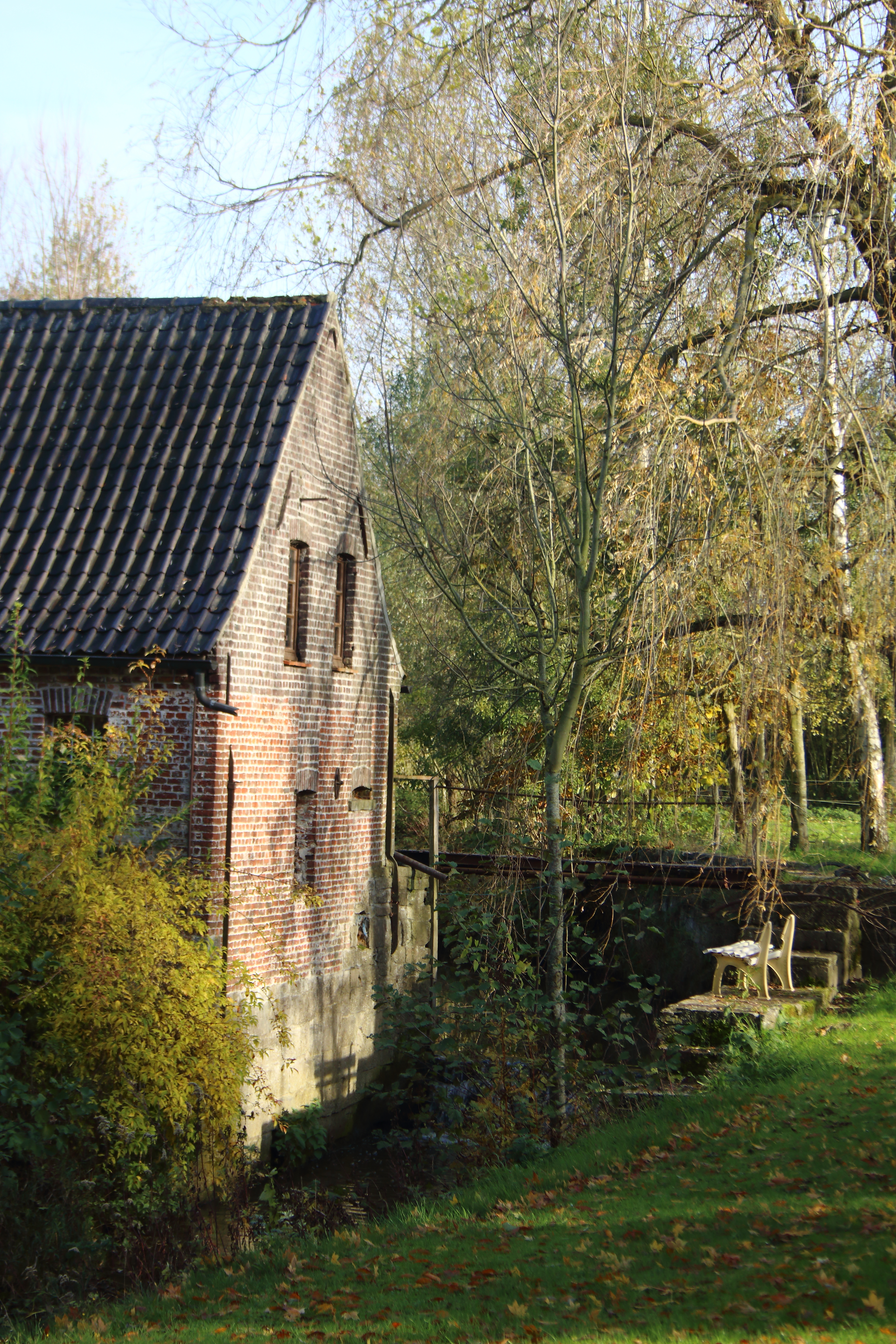
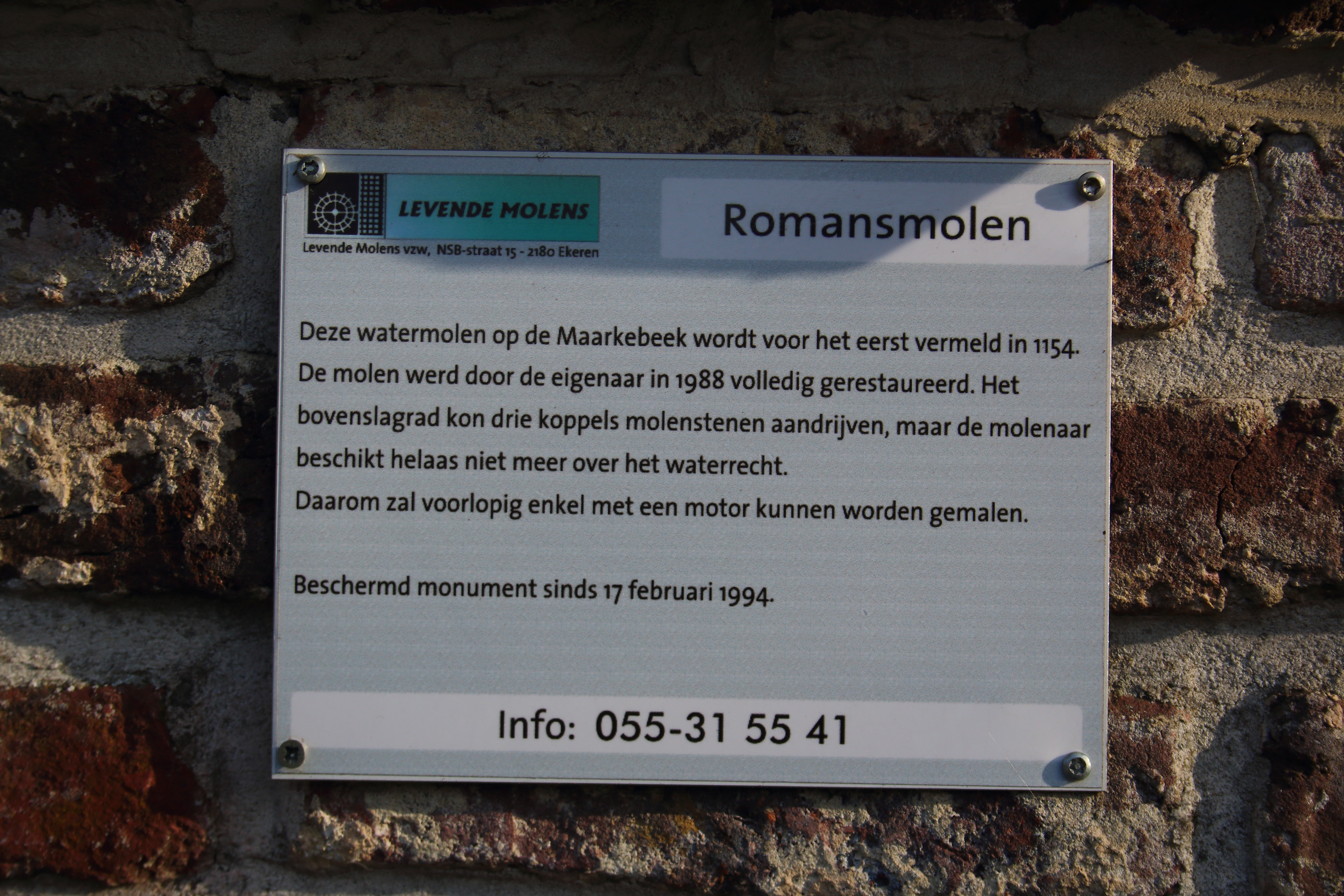